# Michael Manasseri
Michael Manasseri (Poughkeepsie, 28 febbraio 1974) è un attore, produttore cinematografico e regista statunitense.

## Filmografia parziale

### Attore
Cinema
- License to Drive - Licenza di guida (License to Drive), regia di Greg Beeman (1988)
- Terrore a domicilio (When Danger Follows You Home), regia di David E. Peckinpah (1997)
- Psycho Beach Party, regia di Robert Lee King (2000)
- Thank Heaven, regia di John Asher (2001)
- Sunstorm, regia di Mike Marvin (2001)
- Sucker, anche regista (2013)

Televisione
- Raising Miranda - 9 episodi (1988)
- Wings - 5 episodi (1990-1991)
- Charlie Hoover - 7 episodi (1991)
- E.R. - Medici in prima linea (ER) - 2 episodi (1994)
- A Peaceable Kingdom - 12 episodi (1989-1995)
- Weird Science - 88 episodi (1994-1998)
- The Road to Hell - 3 episodi (2013)

### Produttore
- Dirty Love - Tutti pazzi per Jenny (Dirty Love) (2005)
- Forget About It (2006)
- The Mirror (2007)
- Babysitter Wanted (2008)
- Detention of the Dead (2012)
- Sucker (2013)
- The Road to Hell - serie TV, 4 episodi (2013)
- The Pickle Recipe (2016)
- Give Me Liberty (2019)
- War Pony (2022)

### Regista
- Babysitter Wanted (2008)
- Sucker (2013)
- The Road to Hell - serie TV, 5 episodi (2013)
- The Pickle Recipe (2016)